# The Voices of East Harlem
The Voices of East Harlem est un groupe américain de soul music, populaire au début des années 1970.
Originaire, comme son nom l'indique de l'est de Harlem à New York, il est créé en 1960 par Chuck Griffin et composé d'une vingtaine de chanteurs âgés entre 12 et 21 ans.
Il signe un contrat avec Elektra Records.
Sa première grande apparition publique a lieu en janvier 1970 au Madison Square Garden à New York, dans le cadre du Winter Festival for Peace, dans le même programme que Harry Belafonte, Richie Havens, Judy Collins, Blood, Sweat and Tears, Dave Brubeck, Jimi Hendrix...
En 1970, il participe au Festival de l'île de Wight.
Le groupe publie son dernier album en 1974.

## Discographie

### Albums
- Right On Be Free Elektra, 1970
- Brothers & Sisters, Elektra, 1972
- The Voices Of East Harlem, Just Sunshine, 1973
- Can You Feel It, Just Sunshine, 1974